# Anapis guasca
Anapis guasca är en spindelart som beskrevs av Norman I. Platnick och Mohammad U. Shadab 1978. Anapis guasca ingår i släktet Anapis och familjen Anapidae.
Artens utbredningsområde är Colombia. Inga underarter finns listade i Catalogue of Life.